# فتحي بالحاج
فتحي بالحاج ولد في 1963، هو سياسي تونسي، ينتمي إلى حركة الشعب.

## السيرة الذاتية
تحصل فتحي بالحاج على الأستاذية في الحضارة العربية سنة 1996 وشهادة الدراسات المعمقة في النص والخيال والمجتمع سنة 1998 وكذلك شهادة الدراسات المعمقة في العلوم السياسية والعلاقات الاجتماعية سنة 2001، وأخيرا تحصل على شهادة الأستاذية في الفلسفة من جامعة باريس سنة 2003. 

من مؤسسي حركة الشعب وعضو مكتبها السياسي، كان فتحي بالحاج أيضا عضوا في اللجنة العربية لحقوق الإنسان، وشارك كعضو لجنة المراقبين التابعة للجامعة العربية أثناء الحرب الأهلية السورية. 

في 27 فبراير 2020، عين بالحاج وزيرا للتكوين المهني والتشغيل في حكومة إلياس الفخفاخ.